# Bianca van Kaathoven
Bianca van Kaathoven (Eindhoven, 18 oktober 1984) is een Nederlands SP-politica. Zij was wethouder in Eindhoven.

## Opleiding
Van Kaathoven volgde de mavo-opleiding aan het Christiaan Huygens College in Eindhoven waarna ze werkte als onderwijsassistent aan het ROC Eindhoven. Na haar studie Sociaal Pedagogische Hulpverlening aan de Fontys Hogeschool in Eindhoven (2006) was zij werkzaam als clientondersteuner in Eindhoven bij Lunet Zorg, een zorginstelling voor mensen met een verstandelijke beperking.

## Politieke carrière
In 2003 werd ze actief voor SP Eindhoven. Van Kaathoven was sinds maart 2006 raadslid en sinds september 2011 fractievoorzitter van de SP in de Eindhovense gemeenteraad. Als raadslid hield ze zich bezig met sociale zaken, ruimtelijke ordening, economische zaken, cultuur, mobiliteit, welzijn en volkshuisvesting.
In mei 2014 werd zij benoemd tot wethouder in Eindhoven met portefeuille sport, studentenstad, citymarketing, evenementen en toerisme, binnenstad/detailhandel/markten, Stratumseind 2.0,  vergunningen diversiteit en communicatie.          

Nog geen twee jaar later werd zij in 2016 opgevolgd door Jakob Wedemeijer.